# Тиранчик-мухолюб оливковий
Тира́нчик-мухолю́б оливковий (Mionectes olivaceus) — вид горобцеподібних птахів родини тиранових (Tyrannidae). Мешкає в Центральній і Південній Америці.

## Підвиди
Виділяють п'ять підвидів:
- M. o. olivaceus Lawrence, 1868 — східна Коста-Рика і західна Панама;
- M. o. hederaceus Bangs, 1910 — Панама (на схід від Вераґуаса), північна і західна Колумбія та західний Еквадор (на південь до Лохи)
- M. o. galbinus Bangs, 1902 — Сьєрра-Невада-де-Санта-Марта (Північна Колумбія);
- M. o. venezuelensis Ridgway, 1906 — Колумбійські Анди, Сьєрра-де-Періха, північна і північно-західна Венесуела, острів Тринідад;
- M. o. fasciaticollis Chapman, 1923 — східні схили Анд в Колумбії, Еквадорі, Перу і Болівії.

Деякі дослідники виділяють всі підвиди, крім типового, у окремий вид Mionectes galbinus.

## Поширення і екологія
Оливкові тиранчики-мухолюби мешкають в Коста-Риці, Панамі, Колумбії, Венесуелі, Еквадорі, Перу, Болівії та на Тринідаді і Тобаго. Вони живуть у вологих гірських і рівнинних тропічних лісах, на узліссях і плантаціях. Зустрічаються переважно на висоті до 2000 м над рівнем моря.